# 禄物価法
禄物価法（ろくもつかほう）とは、『延喜式』主税寮式（上）に設けられた規定で季禄・位禄・時服などの禄を稲穀にて代わりに支給する際に用いられた換算規定。

## 概要
平安時代中期に庸や調の未進が深刻化すると、官人の禄の財源にも事欠くようになり、それを補うための財源として地方に残された国衙の稲穀に依存する傾向が強まった。だが、禄令などで規定された禄の支給物は全て稲穀以外のものであり、支給物とその支給量と同じ価値に相当する稲穀の分量を求める必要が生じた。そのための換算価格を定めたのが禄物価法である。禄物価法は9世紀前半に成立したと考えられている。
『延喜式』の規定では、禄の支給物である絹（絁）・糸・綿（真綿）・調布・庸布・鍬・鉄の7品目に関して、国ごとに換算価格の規定を設けた。例えば、畿内の例では、稲1束＝絁1/30疋＝糸1/6絇＝綿1/3屯＝布1/15端＝鍬1/3口＝鉄1/5廷という換算が成立していた。
国によって多少の差異があるものの、稲穀を介在させる形で当時のおおよその物価の状況を知る事が出来る史料となっている。